# José Ortigoza
José Ortigoza (n. 1 aprilie 1987, Asunción, Paraguay) este un fotbalist paraguayan.
Între 2010 și 2015, Ortigoza a jucat 6 de meciuri și a marcat 3 goluri pentru echipa națională a Paraguayului.

## Statistici
| Paraguay | Paraguay | Paraguay |
| An       | Meciuri  | Goluri   |
| -------- | -------- | -------- |
| 2010     | 3        | 2        |
| 2011     | 0        | 0        |
| 2012     | 2        | 1        |
| 2013     | 0        | 0        |
| 2014     | 0        | 0        |
| 2015     | 1        | 0        |
| Total    | 6        | 3        |